# Bund der verdrängten Beamten im Deutschen Beamtenbund
Der Bund der verdrängten Beamten im Deutschen Beamtenbund (Abkürzung VERBAOST) wurde 1948 gegründet als Verband der geflohenen und vertriebenen („verdrängten“) Beamten, Angestellten und Arbeiter des öffentlichen Dienstes und deren Hinterbliebenen.
Er vertrat die Interessen der aus den deutschen Ostgebieten und aus der sowjetisch besetzten Zone bzw. der DDR vertriebenen und geflüchteten Behördenbediensteten inklusive Post und Bahn, auch 131er genannt, und löste sich 1978 auf.

## Publikationen
Von 1954 bis 1974 gaben sie die Zeitschrift Der Verbaost heraus. Vorher hieß die Zeitschrift Der Flüchtlingsbeamte und Behördenangestellte.

## Bundesvorsitzende (Auswahl)
- 1955–1962: Walther Kühn